# カレワン事件
カレワン事件（カレワンじけん、クバラン語: Lanas na Kabalaen）あるいはタコボワン事件（サキザヤ語: Takubuwa a kawaw）は、1878年、 清朝統治時代の台湾東部において、台湾原住民クバラン族とサキザヤ族が清朝の軍と衝突した事件である。台湾語ではそれぞれ加禮宛事件、達固湖灣事件と表記する。この事件は現在の台湾東部、花蓮市付近における民族の分布に重大な影響を与えた。サキザヤ族とクバラン族は清朝の軍に掃討され、辛くも逃れた者はアミ族の集落に潜伏した。一方で清朝軍に協力したアミ族チカソワン社は、日本統治時代に発生したチカソワン事件まで、アミ族の最大集落として発展した。

## 時代背景
当事件の6年前に当たる1871年、琉球王国宮古島の漁民らが台湾南東海岸に漂着した。彼ら漂流民64人は上陸して山中をさまよううちに当地の原住民・パイワン族に襲撃され、首狩りに遭って54人もの死者を出した。いわゆる宮古島島民遭難事件である。事件を受けた日本の明治政府は清朝政府に賠償を求めたものの、「台湾は化外の地」として、拒絶された。業を煮やした明治政府は、1874年に至り台湾へ派兵した。これが台湾出兵である。これは日本当局主導による海外派兵としては、豊臣秀吉の朝鮮の役以来、約280年ぶりであった。
一方、事件を受けた清朝の政府は「後山」（今の花蓮県、台東県など台湾東部一帯）の重要性を悟った:50。後山の防御を固めるべく、欽差大臣の沈葆楨は「開山」および「撫番」計画書を提出した:50。台湾西部に設置されていた理番同知（台湾原住民の統治機構）を後山にも設け、軍隊を常駐させ、警察権を配備した:50。同時に漢民族の開拓民を多数募った:50。この「開山撫番」の政策は原住民の生活領域を侵害することにつながり、結果として台湾原住民の反清意識を高めることになった。

### 加礼宛人（クバラン族）

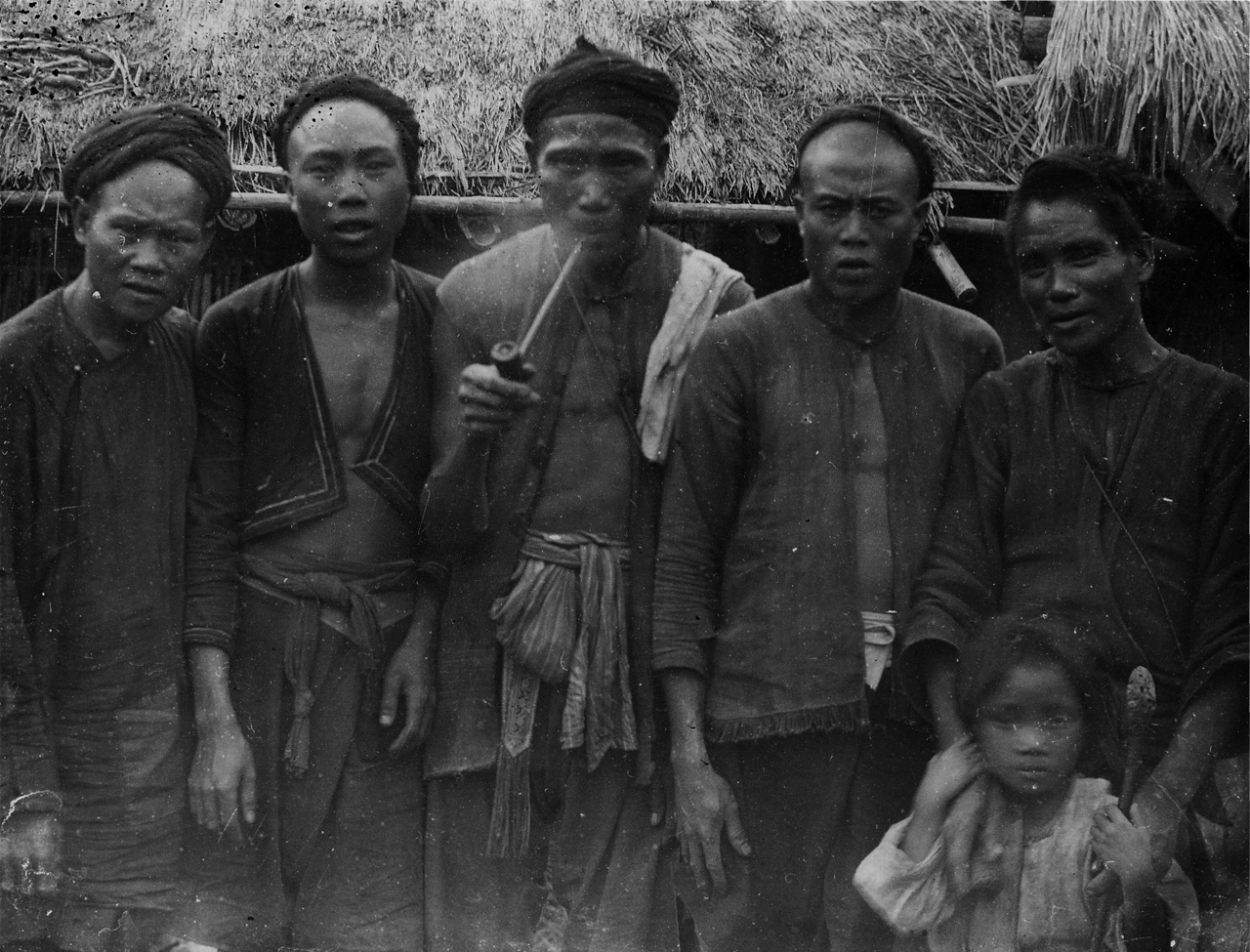
1900年、鳥居龍蔵が撮影した「加禮宛」のクバラン族

「加礼宛人」（カレワン人）はサキザヤ族および南勢アミ族（アミ族のうち、現在の花蓮市周辺に居住する一団であり、北勢蕃と呼ばれたタロコ族の南部に居住していたため、この名で呼ばれる）、花蓮付近に居住するクバラン族の総称である:32。クバラン族はもともと現在の宜蘭県、蘭陽渓流域の蘭陽平原に居住し、「蛤仔蘭三十六社」と呼ばれる大規模な民族コミュニティーを形成していた（実際の村落の数は、70以上に及ぶ）。だが18世紀後半より蘭陽平原に続々と漢民族が入植した。漢民族は火器、あるいはクバラン族の耕作地に犬の死体を投げ込みあえて「穢す」などの策略を用いて土地を奪った。1810年ごろに至って蛤仔蘭三十六社は崩壊し、クバラン族は漢民族に同化するか、あるいは南方への移住を迫られることになった。1840年前後、加礼宛港附近（今の台湾宜蘭県、冬山河と蘭陽渓の合流点付近）に移居していたクバラン族の一団は海上経由で南下し、今の花蓮県新城郷嘉里村に新たな「加礼宛社」を設立した:32。ここで南部のサキザヤ族の集団:31とクバラン族の集団は美崙溪で衝突したものの、山岳地帯にすむタロコ族の圧力を共同で撃退することに繋がり、結果的にクバラン族とサキザヤ族は平和的に同盟した:32。当時は蘭陽平原へ断続的に漢民族が侵入し、クバラン族は宜蘭平原から花蓮方面へ居住地を移していた。清朝の記録によれば、事件発生以前、付近には「加禮宛」、「竹仔林」、「武暖」、「七結仔」、「談仔秉」、「瑤歌」など6集落が存在したという:32。
当時、台湾を統治していた清朝の行政官、羅大春はタロコ族の抵抗を受け続けていた。そこで清軍は加礼宛人と同盟し、各集落の頭目と連携を取った。加礼宛人にとって、清軍との関係は決して悪いものではなかった:56。文献上では、「加礼宛人」は温順な少数民族とされている:59。だが大軍勢の清軍が奇萊平原に駐屯し続けるに及び、彼らの不満も高まっていった:59。

### サキザヤ族
サキザヤ族は花蓮奇萊平原（現在の花蓮市北部一帯）を中心に、立霧渓以南、木瓜溪以北において最大の勢力を誇る民族集団だった:36。わけても最大の集落は達固湖湾（タコボワン。今の花蓮市内、慈済大学から四維中学付近）であり、清朝の記録には「巾老耶社」、「筠耶耶社」、あるいは「竹窩宛社」と記されている:120。口述によれば、達固湖湾集落の住民は4年おきに年齢階層の会が結成される成年式の折、農兵渓、美崙渓、三仙渓の一帯に刺竹を植えた:120。刺竹の林は三か所の出入り口を除き、強大な防塁としてサキザヤ族の集落を護っていた。事件発生前、集落周囲の竹林は60周以上、300年を経ていたという。
羅大春は台湾東部を統治するに及び、タロコ族の抵抗に悩まされた。清軍はタロコ族と敵対関係にあるサキザヤ族と同盟し、頭目のコモド・パリクは清軍と個人的に関係を結ぶなど、清とサキザヤ族の関係はクバラン族と清との関係同様、決して悪くはなかった。だが大多数の清軍が奇萊平原に進駐するに及び、サキザヤ族の対清感情も悪化していった。

## 背景
1876年11月、「加礼宛人」はアミ族のタウラン社およびタロコ族木瓜蕃（花蓮渓支流・木瓜渓流域のタロコ族）と連合して兵舎を攻撃し、漢人を襲撃した。福建巡撫の丁日昌は自ら台湾に渡り対処した。この折、加礼宛人は木瓜蕃の首級を差し出し、反乱軍と通じていないことを表明するなど、部族全体での清に対する反抗意識は持ち合わせていなかった:63。この事件を処理するに及び、丁日昌は呉光亮にかわり張其光を台湾総兵に命じ、軍紀を改善した:9。翌年、呉光亮は府城（今の台南市）より飛虎営及び鉄砲隊を率いて八瑤湾（今の屏東県満州郷）より卑南（今の台東県）に侵入:71、水尾（今の瑞穂郷）、馬太鞍（今の光復郷）、および呉全城（今の国立東華大学付近）に進駐した:71。だが花蓮北部における原住民族の人口圧を見て取った呉光亮は北方への進軍を諦め、花東縦谷南部の軍事力を強化した:71。軍の配備計画を見る限り、1876年の事件は決して大きなものではないが、その後の台湾東部の歴史に重大な影響を与えたことが窺える:71。

## 事件の経過
1878年6月18日、加礼宛人は清兵による食糧の徴発命令を拒絶した。翌日、鵲子鋪（今の嘉里、北埔付近）にあった兵舎が攻められ、清軍副将の陳徳勝が負傷し、参将の楊玉貴が戦死した。夏獻綸と呉光亮は福建督撫の呉賛誠に通報し、清の当局は原因究明を要求した。夏獻綸の報告によれば、事件は漢人陳輝煌が原住民から食糧を買い上げる際の揉め事によるという。陳輝煌は長年、原住民に高圧的な態度で接し、加礼宛人の間に不満が高まっていた:32。また後世の研究によれば、食糧購入時の揉め事に加えて、清兵と原住民女性との揉め事も重大な一因であるという。もともと台湾原住民は母系社会であり、女性が家長を務めるなど女性の地位が高かった。だが清兵は原住民女性に不埒な行為を働き、一族の女性を辱められた原住民族は集団で抗議に及んだが、清兵らは犯人を隠匿するばかりか原住民の殺害に及んだ。これが更なる反清意識を構築したともいう:82。
加礼宛人は清朝政府から「熟蕃」（漢化した原住民）と見なされ、清朝政府は彼らの「安撫」を求めた。そこで文官が派遣され、加礼宛社の住民の慰撫につとめることで事件は終息するかに思われた。ただし、清の朝廷は同時に張兆連の鎮海軍を派遣する。ここに加礼宛人は2カ月に渡って暴動を重ね、参将の文毓麟ら10人を殺害する:84。呉賛誠はもともと加礼宛社の原住民に対して同情的であったが、ここに至り清朝による加礼宛社への武力鎮圧案に同調するようになった:84。
呉賛誠は孫開華率いる総兵隊 領擢勝軍1営、鎮海中営7哨、および新設海字営4哨をもって花蓮港に上陸した:131。同時に福靖新右営の2哨は新城駐守の鵲子埔において、2000人の兵力を新たに整えた:131。孫開華は最初、美崙山より加礼宛を攻める計画だった。だが9月5日に美崙山の地勢を探っていた折に加礼宛人による襲擊を受け、清軍数名が死傷した。ここに至り孫開華はサキザヤ族の達固湖湾（タコボワン）集落への先制攻撃を決定し、加礼宛社を孤立化させた:131。日を隔てて孫開華の副将・李光は美崙港に新城の鵲子埔に駐留する軍を迎えた:131。孫氏は自身が領有する兵をもって加礼宛社に攻撃を加えたが、参将胡徳興、呉立貴、朱上泮、都司李英、および劉洪順らが達固湖湾に主力部隊を派遣した:131。加礼宛社においては主戦派の領袖、ダフ・ワヌらは達固湖湾を救うため参じたが、清の攻撃を受け戦死した:131。しかしながら、竹の密林に守られた達固湖湾の集落は堅固であり、清軍は侵入の術に窮した。だが清兵は、別の原住民らから「竹林には、三か所の水の取り入れ口がある」との情報を得る。清兵は水門を発見し、侵入を試みるも水門は小さく、清兵は突入するや内部に控えるサキザヤ族に討ち取られた。ここに至って清兵は「火攻め」を用い、竹林に火矢を射かけて集落ごと焼き払う。頭目らは協議の末、大頭目のコモド・パリクおよび妻のイセㇷ゚・カナサウは清軍の前に投降した。サキザヤ族の投降後、清軍はコモド・パリクを現在の花蓮慈済医院附近にあったアカギの樹に縛り付け、凌遅刑に処した。さらにアカギの木の幹を二つに切断して頭目夫人のイセㇷ゚・カナサウを挟み、上から数十名の清兵で踏みつけさせて圧殺した。頭目夫妻の処刑は「見せしめ」を意図し、サキザヤ族、アミ族衆人環視の元で挙行された。
9月7日早朝、清軍は再度加礼宛社を攻撃し、加礼宛人は反撃の暇もなくそのまま撤退した:131。清軍はそのまま追撃作戦をもくろんだが道路状況が悪く、進軍先は草が密生するなど前途は困難と思われ、清軍は隊に帰還した。だが双方の対立は続いた:131。翌日の早朝、呉光亮は竹林の南方を攻め、孫開華は南西より密かに前進して美崙渓より加礼宛社を挟撃した:131。昼に至って孫軍は加礼宛社の土塁を破壊し、100名あまりの加礼宛人を虐殺、辛くも逃れ得た者は他方面へ落ち延びた:131。以降、当事件に置いて中立を保っていたアミ族の荳蘭（タウラン）、薄薄（ポクポク）などの集落は続々と清兵に恭順を示した:132。さらに加礼宛人はもともと敵対関係にあった山岳地帯のタロコ族の襲撃を受け、四面楚歌状態にあった:132。

## 紀念

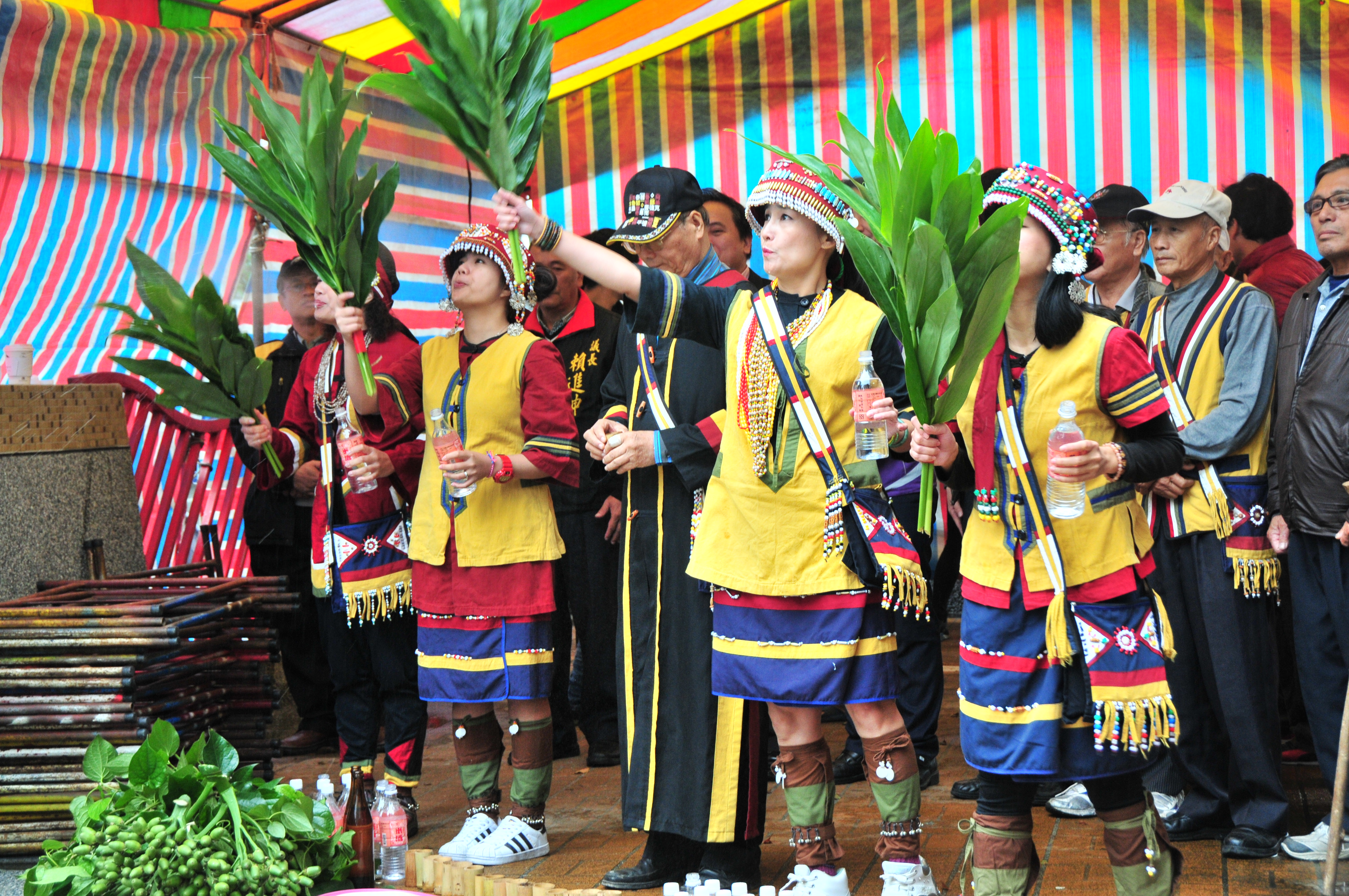
現在のサキザヤ族

達固湖湾（タコボワン）の集落が壊滅した後、落ち延びた加礼宛人はアミ族の元に匿われた。サキザヤ族が台湾原住民族として認められたのは、2007年に至ってのちである。サキザヤ族は清の兵士によって処刑された頭目のコモド・パリクを「火神」、妻のイセㇷ゚・カナサウを「火神太」と追号した。2006年7月1日、花蓮市國福地区のサキザヤ族主催で火神祭（Palamal）が催され、清軍との戦いに斃れた祖先を偲んだ。2009年、クバラン族、サキザヤ族の代表が事件発生の地に建立された「加禮宛大社紀念碑」前において埋石の誓い の儀式を挙行し、両民族の団結が岩の如く盤石なることを誓った。